# Philharmonia Hungarica
Philharmonia Hungarica — симфонический оркестр, работавший в 1956—2001 годах и состоявший из венгерских музыкантов, не пожелавших остаться в Венгрии после того, как Венгерское восстание 1956 года было подавлено советскими войсками. Первоначально был основан в Бадене под Веной, затем базировался в германском городе Марль. Первый концерт состоялся 28 мая 1957 года.
Первым руководителем оркестра был Золтан Рожняи (1956—1961), во главе с которым оркестр с большим успехом гастролировал в 1959 г. в США. В 1957—1959 гг. с оркестром работал также молодой дирижёр Томас Унгар. Большую поддержку оркестру на ранней стадии его истории оказывал Антал Дорати, бывший его почётным президентом; после смерти Дорати в 1988 г. этот пост занял Иегуди Менухин.
В 1961—1967 гг. во главе оркестра стоял Мильтиадес Каридис. Затем на протяжении многих лет оркестром руководил Алоис Шпрингер. Чередуясь с Анталом Дорати, Шпрингер в 1970-е годы осуществил с Philharmonia Hungarica уникальный проект: полную запись всех 104 симфоний Йозефа Гайдна.
В последние годы существования оркестра его возглавляли Юстус Франц, а затем Роберт Бахман.
На всём протяжении существования оркестра он, по понятным политическим причинам, получал значительную финансовую и организационную поддержку от правительства ФРГ. После того, как коммунистический режим в Венгрии прекратил своё существование, эта поддержка постепенно стала сходить на нет. В силу падения интереса к оркестру в 2001 году он был распущен; прощальный концерт состоялся в Дюссельдорфе 22 апреля: послушать Девятую симфонию Брукнера собрались около 150 слушателей (при вместимости зала 2000 человек).